# Абрам Йофе
Абрам Йофе е руски физик, академик (1920) и вицепрезидент на Академията на науките на СССР. Герой на социалистическия труд (1955). Член на КПСС от 1955 г. Наричан е „Баща на съветската физика“. Работи върху опитното обособяване на квантовата теория на светлината, физиката на твърдото тяло, диелектриците и полупроводниците.

## Биография
Абрам Йофе е роден през 1880 г. в семейство на магазинер и домакиня. Средно образование получава в колеж в родния си град (1889 – 1897), където започва приятелството му със Степан Тимошенко, с който поддържат отношения и до зряла възраст.
През 1902 г. завършва Санкт Петербургския технологичен институт. През 1905 г. завършва университета в Мюнхен в Германия, където работи под ръководството на Вилхелм Рьонтген. Там той получава докторската си степен по философия.
От 1906 г. той е работил в Политехническия институт, където през 1918 г. създава факултет по физико-механика за подготовката на инженери. Професор от 1913 година.
През 1913 г. той защитава магистърска, а през 1915 г. и докторска дисертация в областта на физиката. От 1918 г. е член-кореспондент, а от 1920 г. – член на Руската академия на науките.
Абрам Йофе е един от основателите на Дома на учените в Ленинград (1934). В началото на Втората световна война е назначен за председател на Комисията по военна техника, а през 1942 г. е председател на военната и военно-инженерна комисия на Ленинградския комитет на партията.

## Награди
- Герой на социалистическия труд (1955).
- Заслужил учен на РСФСР (1933),
- Носител на Сталинова награда (1942)
- Ленинска награда (посмъртно, 1961).

Йофе е член на много академии на науките, Гьотинген (1924), Берлин (1928), на Американската академия на науките и изкуствата (1929) Почетен член на германската академия „Леополдина“ (1958), на италианската академия на науките (1959), почетен доктор на Университета на Калифорния (1928), Сорбоната (1945), Университета в Грац (1948), Букурещ и Мюнхен (1955).
На хората извън научните среди, академик Йофе е известен най-вече от песента на В. С. Висоцки „Сутрешна гимнастика“.